# Macrocoma vanstraeleni
Macrocoma vanstraeleni é uma espécie de escaravelho de folha da República Democrática do Congo, descrito por Selman em 1972.